# Амигдалија
Амигдалија (грч. Αμυγδαλιά) је насељено место у општини Кожани у периферији Западна Македонија, Грчка. Према попису из 2021. године било је 14 становника.
Према бугарском географу и историчару, Василу Канчову, у Амигдалији је 1900. године живело 215 Турака. Године 1923. турско становништво је принудно исељено у Турску а на њихово место је насељено 35 грчких избегличких породица из Турске, којих је на попису из 1928. године било 153. Село се раније звало Бујук Текелер.